# Salomé (Francia)
Salomé è un comune francese di 3 019 abitanti situato nel dipartimento del Nord nella regione dell'Alta Francia.

## Società

### Evoluzione demografica
Abitanti censiti